# Порнография в Индии
Порнография в Индии в основном распространяется через Интернет, хотя доступна и в печатных журналах.
Потребление порнографии растет с увеличением популярности и распространенности смартфонов, интернета и рекламы.
Несмотря на расширение доступа, общественный дискурс и отношение к порнографии остаются табу во многих частях Индии.
Обнародование или передача порнографических материалов в Индии незаконно. .
До стремительного развития интернета популярностью пользовались эротические порнофильмы.

## Виды обнародований

### Печать
Исследования выявили, что печатные средства массовой информации в Индии менее доступны, чем Интернет и СМИ. Также исследование 96 продавцов, таких как видеомагазины, магазины погрузки/зарядки мобильных устройств и киберкафе, в штате Харьяна (Индия), показало, что 17 % продавали порнографию открыто, 34 % показывали её частично, а 49 % держали её в тайне. Возможно, культурные табу и юридические проблемы делают популярнее просмотр порнографии в Индии через средства доступа к Интернету, такие как компьютеры или смартфоны, для большей конфиденциальности.

### Интернет
Порнография в Интернете стала довольно популярной в Индии — с 30 % до 70 % от общего трафика порносайтов. Она стала основной частью трафика и источником доходов телекоммуникационных компаний. Популярный порносайт обнародовал данные о зрителях, а национальная столица Дели зафиксировала до 40 % всего трафика.
По данным одного из опросов, 63 % молодых людей в таких городских районах, как Харьяна, смотрят порнографию, а 74 % получают доступ к ней через мобильные телефоны. Поскольку доступ к смартфонам и Интернету в Индии продолжает расти, все больше людей могут лично просматривать порнографию. 50 % индийцев получают доступ к популярным порно-вебсайтам на мобильных телефонах. Эротические интернет-комиксы также стали популярны в Индии, потому что Интернет становится более доступным для простого гражданина.

## Законность
- Продажа и распространение порнографического материала незаконна в Индии в соответствии с разделом 292[9].
- Распространение, продажа или обращение нецензурных материалов и продажа порнографического содержимого любому лицу, не достигшему 20 лет, являются незаконными в соответствии со статьей 293 и Законом об IT-67B[10].
- Детская порнография незаконна и строго запрещена по всей стране в соответствии с разделом 67B Закона об информационных технологиях, 2000 года[11].
- Производство, обнародование и распространение порнографии является незаконным в Индии в соответствии с разделами 292, 293[12].

## Позиция власти
Верховный суд Индии постановил, что нет фундаментального права на осуществление деятельности по показу и обнародованию порнографических или непристойных фильмов и литературы.

## Гомосексуальная порнография
Гомосексуальная порнография не является широко доступной в прессе из-за социально-культурного табу, вокруг как порнографии, так и гомосексуальности. Однако, индийские IP-адреса имеют доступ как к лесбийской, так и к гей-порнографии через Интернет, при этом в период с 2013 по 2014 год число поисков гей-порно материалов увеличилось на 213 %. Кроме того, самый популярный поиск порнографии среди женщин в Индии сосредотачивается на лесбийской и гей-порнографии.

## Насилие
Некоторые уважаемые люди в СМИ утверждают, что цензура порнографии уменьшит количество изнасилований в Индии. Не была установлена связь между порнографией как существенным фактором, влияющим на уровень преступности и насилия в Индии. Связь между порнографией и сексуальным насилием не наблюдалась также в других странах.

## Секс-работа
Некоторые исследования предполагают, что порнография влияет на секс-бизнес в Индии. В одном исследовании женщины-работницы секс-индустрии сообщали о том, что их просили совершать новые половые акты, такие как анальный секс, мастурбацию и различные позы, запросы, по их мнению, связанные с повышенным уровнем склонности к порнографии. Последствия такой работы сейчас неясны для политики в области здравоохранения в Индии.